# GABA (企業)
株式会社GABA（ガバ）は、主に首都圏でマンツーマン英会話の語学学校を展開する企業。本社を東京都新宿区に置く。
「大胆不敵な人生目標に挑む人を応援すること」、「国際舞台で活躍できる人材を育成すること」、「多様な文化の相互理解に貢献すること」という3つのミッションを掲げている。

2022年8月現在、28か所のラーニングスタジオ（LS）がある。

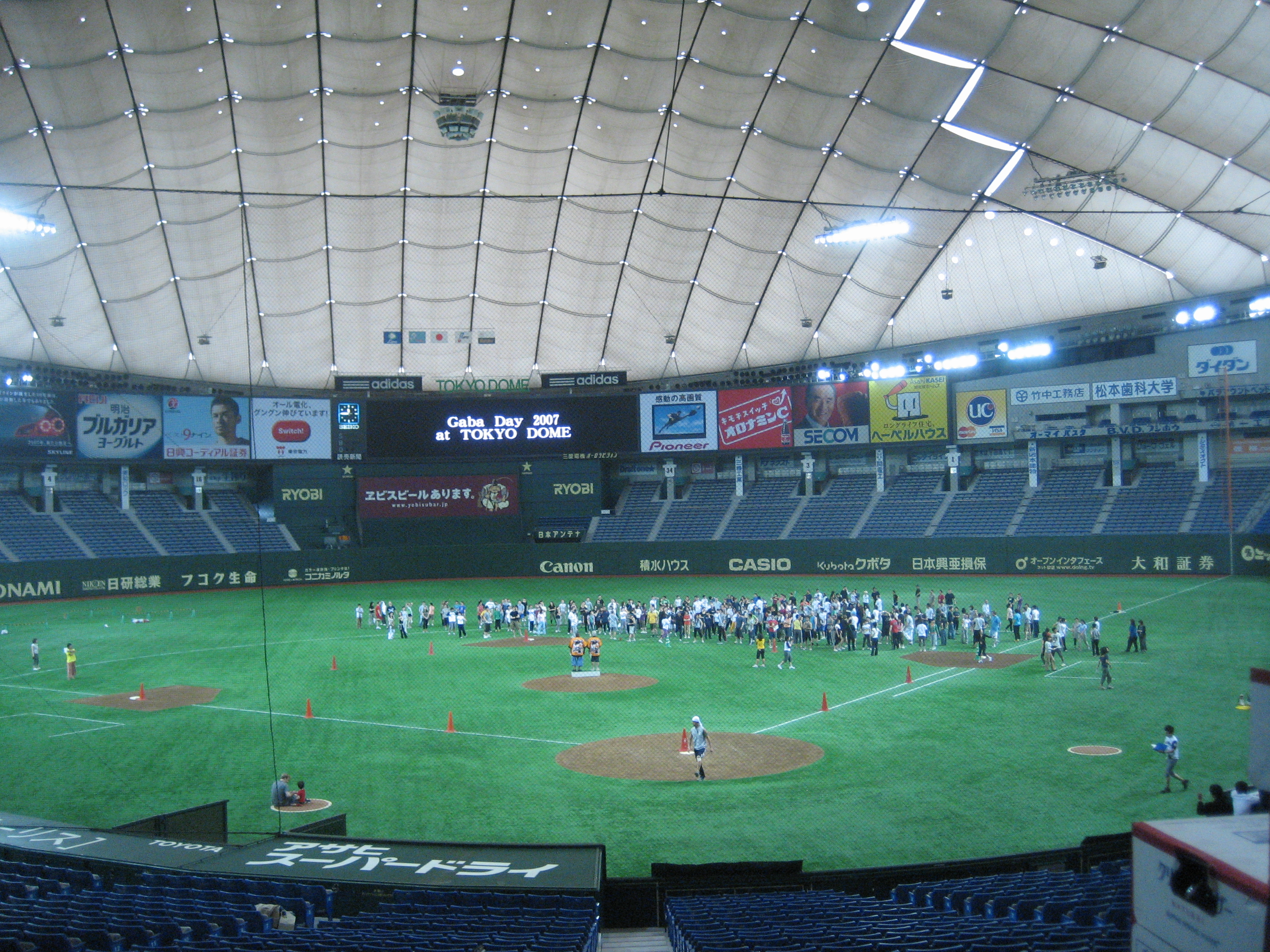
Gaba Day, 東京ドーム 2007年

## 特徴
駅近立地で朝7時から夜10時40分まで開講して関東、関西、中部に36校を展開する。
多くの英会話学校が能力別のグループレッスンを行うのに対し、GABAは100%マンツーマンで、講師は外国人が殆どである。
これらのマンツーマンレッスンに加えて、LPOを活用したインターネットによる新規顧客獲得の効率化などにより、売上状況を改善している。

## 沿革
- 1995年7月 - 創業。講師宅で外国語教授サービスを提供する「Gabaランゲージスクール」事業を開始[4]。
- 2000年
  - 3月 - スクール事業開始[5]。
  - 10月 - 「GABA マンツーマン英会話」に変更。事業を英会話のプライベートレッスンに特化し、事業展開も首都圏のみに集中。
- 2005年
  - 1月 - 関西初拠点となる梅田LS（大阪市）を開校[6]。
  - 4月 - 中部初拠点となる栄LS（名古屋市）を開校[7]。
- 2006年12月 - 東京証券取引所マザーズ市場上場[8]。
- 2009年 - 法人向けに講師派遣型サービスの販売を開始
- 2011年12月 - ニチイ学館の完全子会社となる[9]。
- 2014年8月 - 本店を渋谷区から新宿区へ移転。
- 2015年 - 渋谷に「and Gaba.」 オープン
- 2017年
  - 翻訳通訳の総合クラウドソーシング「イングリッシュエージェント」を開始
  - 親会社のニチイ学館が運営するCOCO塾とのブランド統合を発表。2018年から順次、大人向けサービスを「Gabaマンツーマン英会話」子ども向けサービスを「coco塾ジュニア」に統一。
- 2022年7月 - 株式譲渡により、NOVAホールディングスの完全子会社となる[10][11]。

## ラーニングスタジオ

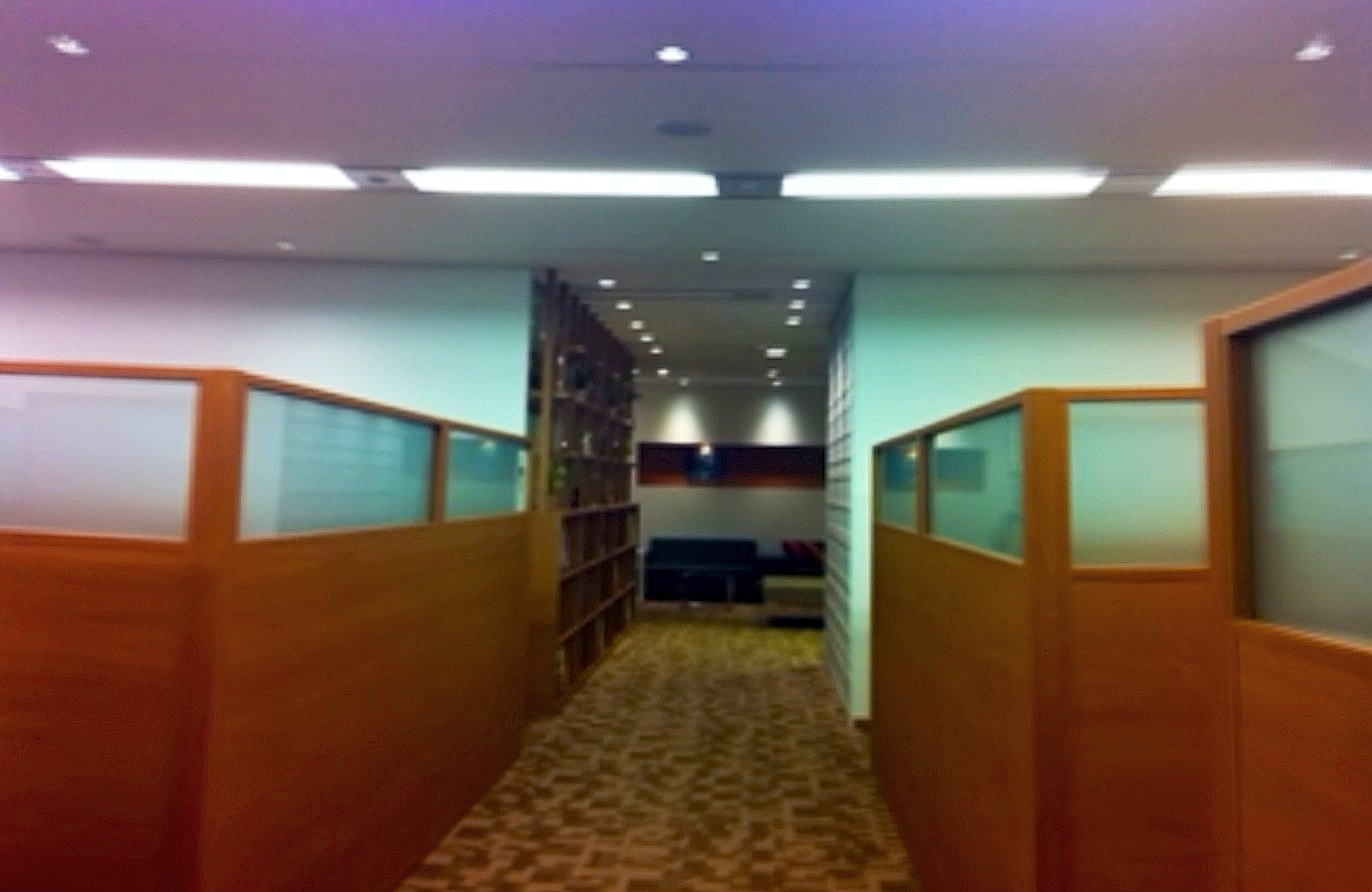
GABA池袋LSの中に

2022年2月現在、GABAは36か所のラーニングスタジオ（LS）があり、そのほとんどは関東地方にある（28ヶ所）。また、東海地方にLSが2つ、関西地方に6つのLSがある。
- 関東地方
  - 東京都
    1. 赤羽
    2. 秋葉原
    3. 池袋
    4. 恵比寿
    5. 大手町
    6. 北千住
    7. 吉祥寺
    8. 銀座有楽町
    9. 品川
    10. 渋谷
    11. 自由が丘
    12. 新宿西口
    13. 成城
    14. 立川
    15. 八王子
    16. 二子玉川
    17. 町田
    18. 目黒
    19. 錦糸町

  - 神奈川県
    1. 青葉台
    2. 川崎
    3. 藤沢湘南
    4. 横浜
    5. 武蔵小杉

  - 千葉県
    1. 千葉
    2. 柏
    3. 市川
    4. 船橋

  - 埼玉県
    1. 大宮
- 東海地方
  - 愛知県
    1. 栄
    2. 名古屋
- 関西地方
  - 大阪府
    1. 梅田
    2. 阪急梅田
    3. なんば
    4. 天王寺

  - 京都府
    1. 京都

  - 兵庫県
    1. 神戸

## 講師業務委託制度
GABAの講師は、個人の業者としてGABAから委託されたレッスンを提供する。講師は、自分のスケジュールをほぼ自由に決めることができるものの、生徒のリクエストにより、朝、夕方、土日などにレッスンが予約される傾向がある。講師は、GABAのイントラネットを通して自分のスケジュールを提出するが、GABAは前日午後6時以降に予約されたレッスンに対して支払う。
GABA講師はひと月、特定のレッスン数以上を担当した場合、ボーナスがもらえる。また、顧客になりうる人と、ファースト・ミーティング（FM）のレッスン（初レッスン）を行う講師は、その生徒がGABAと契約した場合もボーナスがもらえる。なお、FMのレッスンはGABAと特定の契約を結んだ講師に限られる。

## ベルティング・システム
インストラクターにはGABAが「ベルト」と呼ぶものが適用され、それによりレッスン単価が決められる。インストラクターは講習を受け、ある要件を満たした後、ベルトの一つが適用される。
ベルトの範囲は、A、A2、B1、B2、C1、C2、D1およびD2までとする。GABAには、さらにピーク・レッスンおよびノン・ピーク・レッスンと呼ぶものが規定されている。Aベルトが適用されるインストラクターでは、ピーク・レッスンであっても給与支払額はなんら変わるものではない。しかし、その他のベルトの適用を受けるインストラクターについては、ピーク・レッスンに対する報酬額は増えることとなる。
GABAはレッスンの質を向上させるため、生徒の評価に基づき講師のベルトを決定するシステムを採用している。ここで言う評価とは、生徒が行う評価のことであり、5段階評価の形で行なわれ、優秀なレッスンを5とし、非常に不満足なレッスンを1とするものである。実際、評価の大部分が4または5の評価で占められていると言われているため、インストラクターが現在のベルトのレベルを引き上げるためにはほぼ5の評価を得ることが期待されている。否定的評価とは、1と2の評価のことを言う。スケジュールはインストラクターのスケジュールのことを指し、前月の10日までに提出をするものとする。時間厳守/欠勤の問題は自明のものであり、ピーク・レッスンの説明は上記に述べたとおりである。
現在のところ、インストラクターのベルトがC1とC2レベルに上昇することはない。これはこれらのベルトが適用されるインストラクターの数が会社が規定した制限数があるためである。
毎月、GABAはインストラクター評価委員会（IRC）を開き、ベルト要件に基づき、どのインストラクターのベルトを引き上げるか（昇給するか）、引き下げるか（減給するか）の決定を行っている。

### インストラクターのベルト分布状況
前述のとおり、GABAのインストラクターはなんらかの講習を受け、テストに合格しより高いベルトの適用を受ける、つまり、より高い時間単価の適用を受けるようになる。上位ベルトインストラクターの契約終了、生徒による低評価によるベルト引き下げ、または高評価によるベルト引き上げにより、ベルト分布は変動する。2010年10月において以下のように講師のベルトは分布している。
|        | Feb 2010 | Jan 2011 | Jan 2012 | Jan 2013 | Jan 2014 | Feb 2014 | Mar 2014 | Apr 2014 | May 2014 | Jun 2014 | Jul 2014 | Aug 2014 | Sep 2014 | Oct 2014 | Nov 2014 | Dec 2014 | Jan 2015 | Feb 2015 | Mar 2015 | Apr 2015 | Jan 2022 | Change |
| ------ | -------- | -------- | -------- | -------- | -------- | -------- | -------- | -------- | -------- | -------- | -------- | -------- | -------- | -------- | -------- | -------- | -------- | -------- | -------- | -------- | -------- | ------ |
| D2     | 19       | 14       | 13       | 12       | 13       | 13       | 12       | 12       | 12       | 12       | 12       | 12       | 12       | 12       | 12       | 12       | 12       | 12       | 12       | 12       | 8        | -11    |
| D1     | 20       | 15       | 12       | 14       | 9        | 9        | 9        | 9        | 9        | 9        | 9        | 9        | 10       | 10       | 11       | 11       | 11       | 11       | 12       | 12       | 11       | -9     |
| C2     | 37       | 31       | 27       | 31       | 35       | 36       | 36       | 36       | 34       | 34       | 34       | 35       | 34       | 35       | 35       | 35       | 35       | 32       | 35       | 32       | 35       | -2     |
| C1     | 36       | 31       | 32       | 31       | 31       | 30       | 31       | 32       | 29       | 31       | 36       | 35       | 37       | 37       | 36       | 35       | 34       | 36       | 35       | 33       | 31       | -5     |
| B2     | 93       | 99       | 93       | 99       | 123      | 127      | 124      | 121      | 119      | 124      | 123      | 125      | 125      | 127      | 130      | 134      | 138      | 137      | 139      | 135      | 111      | +18    |
| B1     | 139      | 87       | 81       | 119      | 109      | 113      | 115      | 114      | 109      | 120      | 116      | 118      | 122      | 121      | 122      | 124      | 119      | 121      | 123      | 125      | 97       | -42    |
| A2     | N/A      | 89       | 160      | 244      | 244      | 244      | 249      | 256      | 247      | 242      | 240      | 233      | 229      | 228      | 230      | 229      | 231      | 232      | 237      | 231      | 260      | +260   |
| A      | 505      | 491      | 543      | 465      | 495      | 497      | 506      | 508      | 496      | 522      | 521      | 536      | 539      | 540      | 542      | 535      | 519      | 518      | 517      | 511      | 298      | -207   |
| Total  | 849      | 847      | 961      | 1015     | 1,067    | 1,069    | 1,082    | 1,088    | 1,055    | 1,094    | 1,091    | 1,103    | 1,108    | 1,110    | 1,118    | 1,115    | 1.099    | 1,099    | 1,106    | 1,089    | 851      | +2     |
| Belted | 344      | 356      | 418      | 550      | 572      | 572      | 576      | 580      | 559      | 572      | 570      | 567      | 569      | 570      | 576      | 580      | 580      | 581      | 589      | 578      | 553      |        |

## 争議行為

### ゼネラルユニオンGABA支部結成と初期の議論
2007年9月6日、GABA講師の組合が結成された。 GABAユニオンは、大阪に基盤をおくゼネラルユニオンの支部として結成され、他の地域のGABAにも組合員がいる。なおゼネラルユニオンは、全国労働組合連絡協議会（全労協）の一員である全国一般労働組合（NUGW）の加盟団体である。 
ユニオンの代表は、2007年頃、会社と何度も話し合いを持った。さらに、契約期間も4ヶ月から6ヶ月に延長されたが、他には変更はなかった。ゼネラルユニオン側はこれらの変化はユニオンの圧力によるものだとしてきたが、 GABA側は組合の結成以前、2006年のうちに検討されたものであり、ユニオンの圧力とは無関係だと主張している。